# 安全索道
安全索道株式会社（あんぜんさくどう）は、滋賀県守山市に本社を置く、「ゴンドラ」や「リフト」など索道（ロープウェイ）を主体とした輸送機関及び装置の開発と保守点検を行う企業である。

## 概要
- ブランドネームは、企業名称の「安全索道」を略して、「ANSAKU」と表す。
- これまでに60か所以上の観光地のロープウェイを、250か所以上のスキー場のリフト・ゴンドラの設計、製作を行っている。

## 沿革

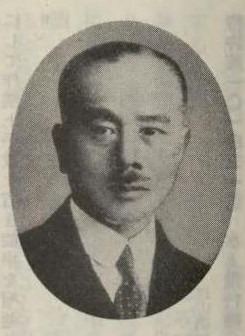
創業者である石田美喜蔵

- 1914年 - 大阪市にて株式会社安全索道商会創立
- 1939年 - 安全索道株式会社(現社名)に変更
- 1946年 - 国内初のスキーリフト架設
- 1970年 - 大阪『EXPO'70万国博覧会』（大阪府吹田市） にてレインボーゴンドラ、動く歩道を架設
- 1983年 - ポマガルスキー社との技術提携により国内初の自動循環式特殊索道を架設
- 1989年 - フード付4人乗り高速リフト第1号機架設
- 1998年 - 新穂高に国内初 2階建てロープウェイ架設
- 2007年 - 本社を守山に移転
- 2013年 - ASD型握索装置を開発 国内で製造し、輸入コストの軽減を図る
- 2016年 - 新型循環式リフト(モノリス、コクーン)を開発
- 2018年 - 新型循環式リフト建設(びわ湖バレイスキー場)